# Bill Pullman
William James "Bill" Pullman, född 17 december 1953 i  Hornell i Steuben County, New York, är en amerikansk skådespelare. Pullman filmdebuterade 1986 i Hjärtlösa typer och har sedan dess bland annat medverkat i filmer som Det våras för rymden (1987), Den tillfällige turisten (1988), Sömnlös i Seattle (1993), Medan du sov (1995), Casper (1995), Independence Day (1996), Lost Highway (1997) och Lake Placid (1999).

## Filmografi i urval
- 1986 – Cagney och Lacey (TV-serie) (1 avsnitt)
- 1986 – Hjärtlösa typer
- 1987 – Det våras för rymden
- 1988 – Den tillfällige turisten
- 1989 – Cold Feet
- 1990 – The Tracey Ullman Show (TV-serie) (1 avsnitt)
- 1992 – Newsies
- 1992 – Singles
- 1992 – Tjejligan
- 1993 – Skenet bedrar
- 1993 – Sommersby
- 1993 – Sömnlös i Seattle
- 1994 – En kvinnas list
- 1994 – Wyatt Earp
- 1995 – Casper
- 1995 – Medan du sov
- 1996 – Independence Day
- 1997 – Lost Highway
- 1999 – Lake Placid
- 1999 – Brokedown Palace
- 2000 – Titan A.E. (röst)
- 2004 – The Grudge
- 2005 – Dear Wendy
- 2006 – Scary Movie 4
- 2008 – Gyllene druvor från Montelena
- 2008 – Law & Order: Special Victims Unit (TV-serie) (1 avsnitt)
- 2008 – Surveillance
- 2011 – Torchwood (TV-serie) (8 avsnitt)
- 2015 – American Ultra
- 2016 – Independence Day: Återkomsten
- 2017 – The Sinner (TV-serie) (32 avsnitt)
- 2018 – The Equalizer 2
- 2019 – Dark Waters